# Anemia raddiana
Anemia raddiana, mais conhecida por seu nome popular, avenca-do-cerrado, é uma samambaia do cerrado que ocorre em fisionomias campestres e savânicas de terrenos secos.

## Morfologia vegetal
Erva terrícola ereta, caule reptante, compacto, revestido por tricomas alaranjados a avermelhados, altura ao redor de 50 cm. Frondes parcialmente dimorfas, pecíolo longo trissulcado ou um pouco achatado, piloso, mais escuro na base e geralmente mais longo que a lâmina. Lâmina deltoide a deltoide-oval, 10 a 20 cm de comprimento e 5 a 10 cm de largura, bi a tripinada, glabra, raque sulcada, margem dos folíolos às vezes crenada. 
Apresenta estrutura reprodutiva (esporangióforo) semelhante a uma panícula ereta, que se projeta acima das folhas.